# (74043) 1998 HV96
(74043) 1998 HV96 – planetoida z pasa głównego asteroid okrążająca Słońce w ciągu 3,49 lat w średniej odległości 2,3 j.a. Odkryta 21 kwietnia 1998 roku.